# Martyr
Martyr is een geslacht van kevers uit de familie van de loopkevers (Carabidae). De wetenschappelijke naam van het geslacht is voor het eerst geldig gepubliceerd in 1929 door Semenov & Znojko.

## Soorten
Het geslacht Martyr omvat de volgende soorten:
- Martyr alter Semenov & Znojko, 1929
- Martyr praeteritorum Semenov & Znojko, 1929